# Galeus melastomus

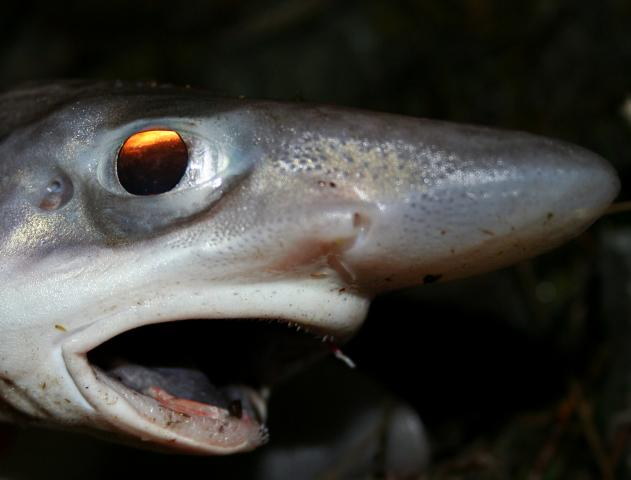
El olayo tiene ojos bien desarrollados y ampolla de Lorenzini para encontrar la presa.

La pintarroja bocanegra (Galeus melastomus) conocida como olayo y en algunos puertos del norte de España como bolayo es una especie de elasmobranquio carcarriniforme de la familia Scyliorhinidae.

## Morfología
La pintarroja bocanegra (FAO) es un elasmobranquio que posee el cuerpo alargado, aleta anal larga, dos aletas dorsales pequeñas y aletas pectorales de tamaño mediano. De color grisáceo con hasta 20 manchas más oscuras. Surcos labiales de color blanco. Presenta 2 o 3 manchas oscuras en el borde inferior de la aleta caudal.
Puede llegar a alcanzar los 90 cm, siendo lo normal ejemplares de entre 50 y 60 centímetros.

## Distribución geográfica y hábitat
Atlántico este desde las islas Feroe y Trondheim (Noruega) hasta el Sur de Senegal. 
También habita en el mar Mediterráneo.
Vive en un rango de profundidad que va desde los 55 a los 1800 metros, siendo normalmente encontrado entre los  150 a 1200 metros.

## Pesca
Normalmente se captura al arrastre o con palangre de fondo. Posee un escaso interés pesquero, siendo una captura accidental.

## Gastronomía
Después de serle retirada la piel y cortado en trozos se puede elaborar a la marinera y rebozado.